# Liste der Naturdenkmale in Berghaupten
| Naturdenkmale | Anzahl |
| ------------- | ------ |
| FND           | 0      |
| END           | 2      |
| Gesamt        | 2      |

Die Liste der Naturdenkmale in Berghaupten nennt die verordneten Naturdenkmale (ND) der im baden-württembergischen Ortenaukreis liegenden Gemeinde Berghaupten. In Berghaupten gibt es insgesamt zwei als Naturdenkmal geschützte Objekte, keines ist ein flächenhaftes Naturdenkmal (FND), alle sind Einzelgebilde-Naturdenkmale (END).
Stand: 31. Oktober 2016.

## Einzelgebilde (END)
| Name                       | Bild | Kennung     | Einzelheiten | Position | Fläche Hektar | Datum         |
| -------------------------- | ---- | ----------- | ------------ | -------- | ------------- | ------------- |
| Linde am Friedhof          |      | 83170090001 | Berghaupten  | ???      | 0,0           | 23. Nov. 1953 |
| 2 Linden u. 2 Gedenksteine |      | 83170090002 | Berghaupten  | ???      | 0,0           | 23. Nov. 1953 |
| Legende für Naturdenkmal   |      |             |              |          |               |               |